# Henry Slocum
Henry Warner Slocum, Jr. (Syracuse, 28 maggio 1862 – New York, 22 gennaio 1949) è stato un tennista statunitense.

## Carriera
Si graduò a Yale nel 1883, quattro anni dopo giocò la finale degli U.S. National Championships 1887 dove venne sconfitto da Richard Sears al settimo titolo consecutivo. Si ripresentò in finale l'anno successivo e, complice la rinuncia a difendere il titolo da parte di Sears, riuscì a vincere il torneo. Grazie alla regola del Challenge Round che concedeva al detentore del titolo di difenderlo in un singolo incontro vinse l'edizione 1889 sul mancino Quincy Shaw e venne sconfitto in quattro set da Oliver Campbell nel 1890.
Giocò tre finali nel doppio maschile venendo sconfitto nel 1885 e 1887 ma conquistando l'edizione 1889 in coppia con Howard Taylor, continuò a giocare fino al 1913 quando raggiunse il secondo turno degli U.S. National Championships all'età di cinquantuno anni.
Fu presidente dell'United States National Lawn Tennis Association nel biennio 1892-93 e venne introdotto nell'International Tennis Hall of Fame con la classe del 1955.

## Finali nei tornei del Grande Slam

### Singolare

#### Vittorie (2)
| Anno | Torneo                 | Avversario in finale | Punteggio          |
| 1888 | U.S. Championships (1) | Howard Taylor        | 6–4, 6–1, 6–0      |
| 1889 | U.S. Championships (2) | Quincy Shaw          | 6–3, 6–1, 4–6, 6–2 |

#### Finali perse (2)
| Anno | Torneo                 | Avversario in finale | Punteggio          |
| 1887 | U.S. Championships (1) | Richard Sears        | 1–6, 2–6, 3–6      |
| 1890 | U.S. Championships (2) | Oliver Campbell      | 2–6, 6–4, 4–6, 1–6 |

### Doppio

#### Vittorie (1)
| Anno | Torneo             | Compagno      | Avversari in finale            | Punteggio        |
| 1889 | U.S. Championships | Howard Taylor | Valentine Hall Oliver Campbell | 14–12, 10–8, 6–4 |

#### Finali perse (2)
| Anno | Torneo                 | Compagno      | Avversari in finale        | Punteggio               |
| 1885 | U.S. Championships (1) | Percy Knapp   | Joseph Clark Richard Sears | 3–6, 0–6, 2–6           |
| 1887 | U.S. Championships (2) | Howard Taylor | James Dwight Richard Sears | 4–6, 6–3, 6–2, 3–6, 3–6 |